# Alcocer
Alcocer – gmina w Hiszpanii, w prowincji Guadalajara, w Kastylii-La Mancha, o powierzchni 61,19 km². W 2011 roku gmina liczyła 334 mieszkańców.